# 鰹出汁

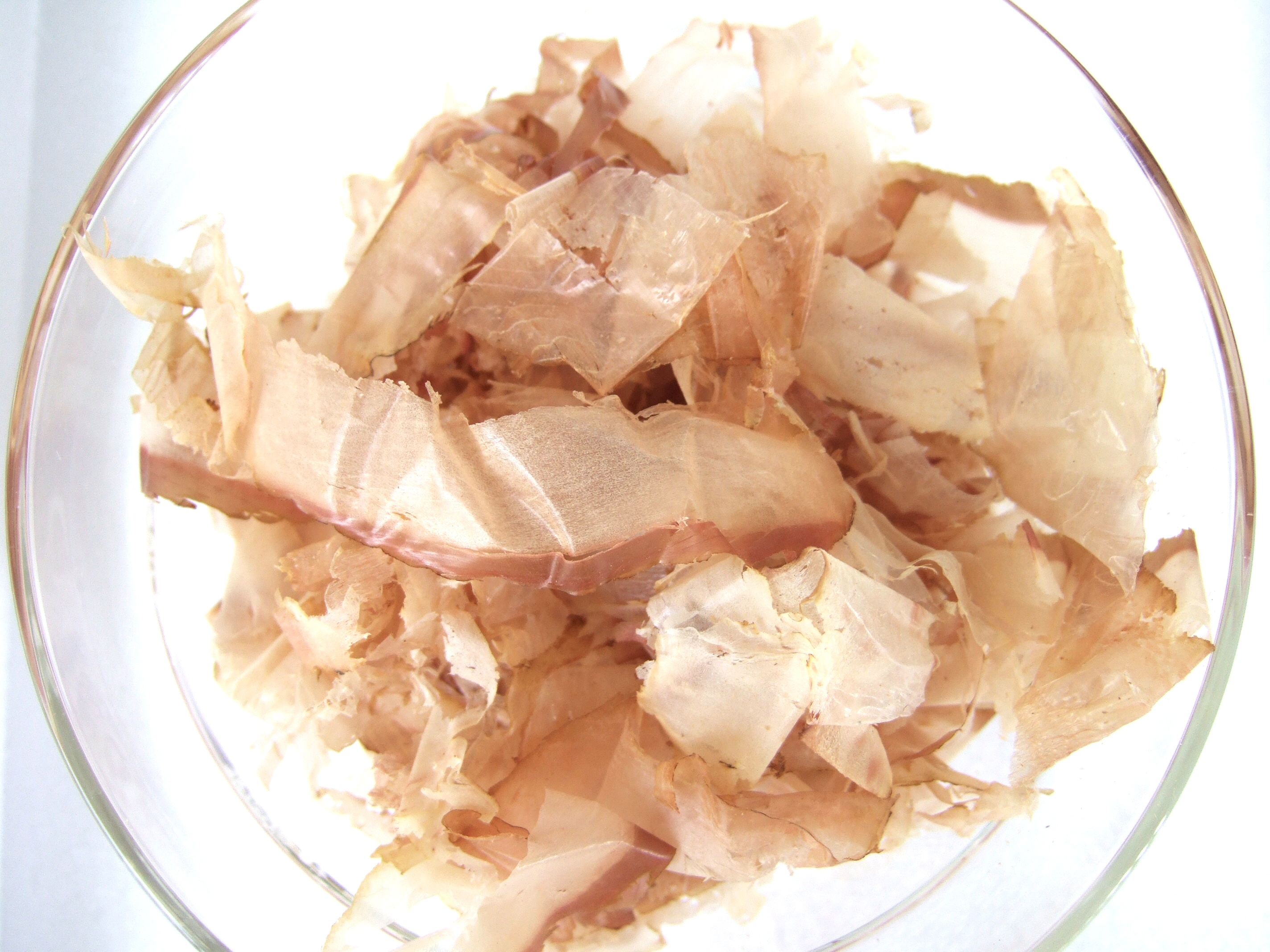
材料となる鰹節

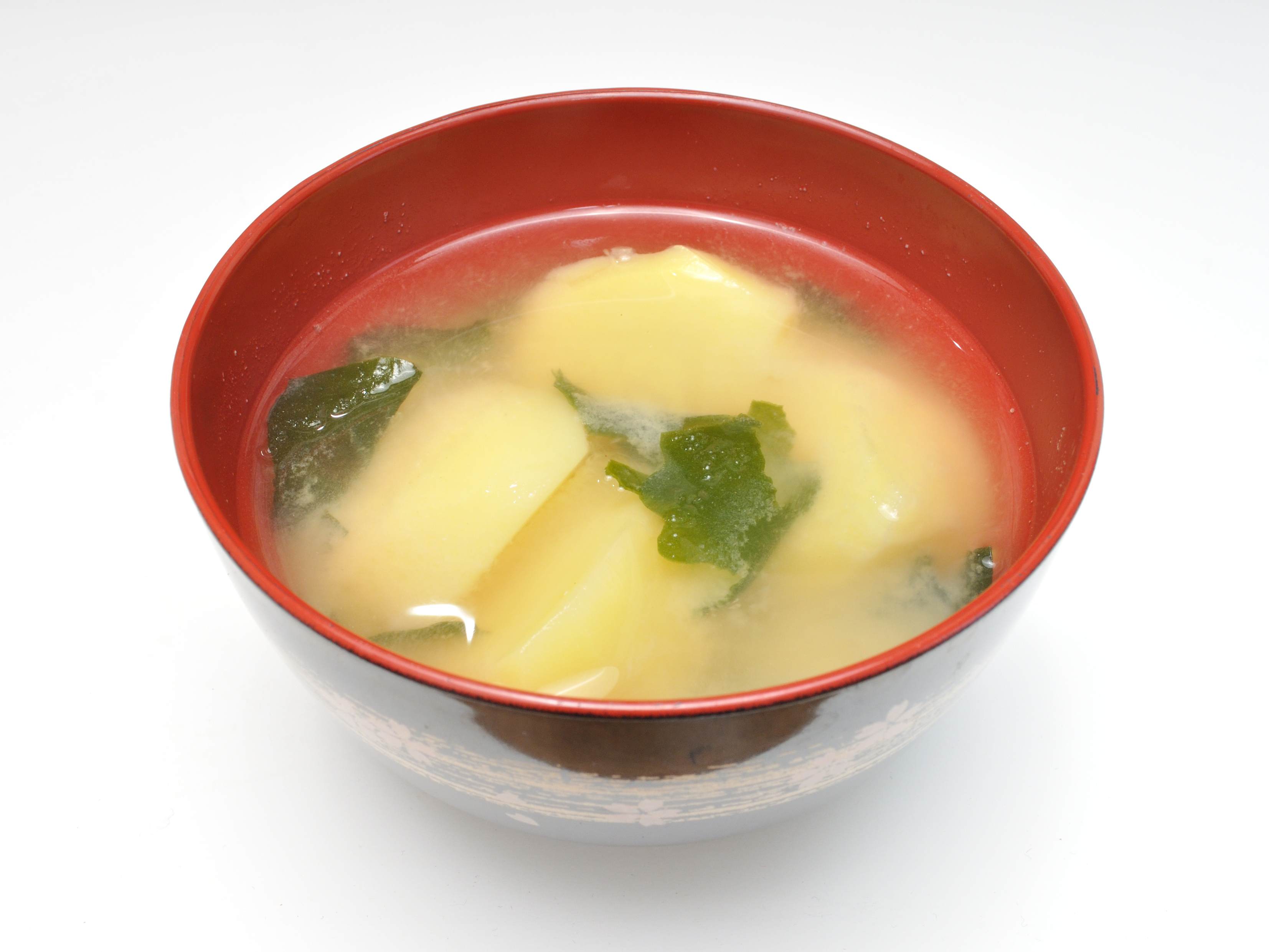
鰹出汁は味噌汁などに用いられる。

鰹出汁（かつおだし）とは鰹枯節、本枯節または鰹荒節から抽出した出汁のことである。うまみ成分イノシン酸を豊富に含み、同じくうまみ成分のグルタミン酸を少量含有する。吸い物、茶わん蒸し、煮物、そばつゆ、味噌汁など様々な日本料理に使用される。単独で用いられるほか、昆布出汁、干しシイタケから抽出した出汁などとともに用いられることもある。動物由来の食品であるため、精進料理への使用は控えられる傾向にある。

## 鰹節の種類と出汁の特徴

### 荒節
鰹荒節は生切りにした鰹を90℃程度のお湯で1時間半ほど煮熟し、骨抜きして、6～15回ほど薫して水分が20％以下になるほどまで乾燥させたものである。市販の鰹削り節の約80％がこの荒節にあたる。この出汁は燻臭に起因する香りが強く、魚っぽいコク、味わいがある。

### 枯節
荒節に以下に述べるような加工を施したものが枯節である。荒節を1日程度天日で干した後、数日間冷暗所に放置して湿気、タール、脂肪分などを浮き立たせる。これを削り取りながら形を整え、室温25℃～26℃、湿度84％～85％の“カビ室”に入れる。すると夏なら16日～17日程度でペニシリウム属の青カビが生えてくる。この“一番カビ”のついた節をそのまま2日程度天日干しし、その後ブラシでカビを払い落とした後、風通しの良い日陰で放冷する。これを再び”カビ室”に戻し、今度はぬくもりのあるうちに”二番カビ”をブラシで払い落として放冷する。さらに“カビ付け”を繰り返す場合もあるが、約3か月の時間をかけて”カビ付け”を2回以上繰り返して出来たものが枯節といわれる。その出汁はタールや脂肪分の除去により魚臭さが弱まり、乾燥による凝縮と“カビ付け”による発酵で荒節の出汁よりもコクが強い。

### 本枯節
枯節をさらに“カビ付け”と乾燥を繰り返し、新たなカビが生えなくなったら本枯節の完成である。“カビ付け”は通常では”4番カビ”まで、長引いた場合でも“6番カビ”まで、約6か月をかけて完成する。カビの種類はアスペルギルス属のグラウカス、ルーパー、レーペンスなどの良性のカビになり、鰹節の水分は15％以下になる。本枯節からとった出汁は、乾燥による凝縮と“カビ付け”による発酵がさらに進み、よりコクが強まる。

## 鰹節の厚みと出汁の特徴
鰹節は0.1mm以下の薄削りから、0.3mm以上の厚削りまで、様々な厚さに削られ、厚みの違いによって出汁にも違いが出てくる。
“花かつお”に代表される薄削りは短時間で出汁を抽出できるため、一般的に「香りがよく上品な」と表現される出汁をとることができ、味噌汁や吸い物など汁そのものを飲み干す料理に適している。
厚削りは出汁取り専用の鰹節で長い時間をかけてじっくりと出汁を抽出する。長時間火にかけることによって香りは多少弱まるが、深みのある出汁をとることができる。薄削りと比べて水溶性の成分は同程度であるが、アミノ酸などのうまみ成分が2割程度多い。そばやうどんのつゆ、煮物など、比較的濃い味の料理に適している。

## 出汁の取り方の一例
鰹出汁には“一番出汁”と“二番出汁”がある。“一番出汁””二番出汁”は主に鰹出汁についてこう表現することが多いが、昆布、シイタケなどのほかの食材の出汁においても一番目に取った出汁は“一番出汁”、二番目に取った出汁は“二番出汁”である。以下に述べるのは鰹の一番出汁と二番出汁の取り方の一例である。なお、「出汁をとる」ではなく、「出汁を引く」という言い方をすることもある。

### 一番出汁
材料
薄削りの鰹節 30g
水 １L（5カップ）
1. 鍋に水を入れて加熱し、60～85℃になったら火を止める。鰹節は60～70℃で一番香りを抽出しやすく、85℃前後が一番うまみを抽出しやすい。
2．鰹節30gを入れて1～2分置く。鰹節が鍋底に沈むのが目安。なお、厚削りの鰹節を使用する場合は、85℃を保って加熱を続け、出汁が取れた頃合いを見計らって3の工程へと進む。
3．ザルに布またはキッチンペーパーを置いて漉し、1分間置く。絞るとえぐみが出るので、絞らないのが基本である。

### 二番出汁
材料
一番だしの“出汁がら“ 30g分
水 500mL
追い鰹用の鰹節20g
1． 鍋に一番出汁の“出汁がら”、水を入れ沸騰させる。
2． 沸騰したら弱火にし、5分間煮出す。
3． 追い鰹用の鰹節を入れ、さらに2分間煮出す。
4． ザルに布またはキッチンペーパーを置いて漉し、1分間置く。好みによって軽く絞る。

## “出汁がら”の利用
鰹節の“出汁がら”には多くのたんぱく質が残存する。工場で圧搾したものでは乾燥換算で約90％のたんぱく質が残存していることが分かっている。
“出汁がら”は砂糖や醤油で調味して佃煮に、また調味してゴマなどを加え、炒るなどして半乾燥、乾燥させ“ふりかけ”にするなど、食用として再利用されることも多い。ペットや家禽、家畜などの餌として使用されることもある。